# Ma trận khả nghịch
Trong đại số tuyến tính, một ma trận khả nghịch hay ma trận không suy biến là một ma trận vuông và có ma trận nghịch đảo trong phép nhân ma trận.

## Định nghĩa

### Ma trận đơn vị
- Ma trận đơn vị cấp n trên vành có đơn vị V là ma trận vuông cấp n trong đó tất cả các phần tử trên đường chéo chính bằng đơn vị, tất cả các phần tử khác bằng không.

{\displaystyle E_{n}={\begin{bmatrix}1&0&\cdot &\cdot &0\\0&1&\cdot &\cdot &0\\\cdot &\cdot &\cdot &\cdot &\cdot \\0&0&\cdot &\cdot &1\end{bmatrix}}}
- Tính chất của ma trận đơn vị: với mọi ma trân vuông cùng cấp AE=EA=A.

### Ma trận khả nghịch và ma trận nghịch đảo của nó
- Ma trận A vuông cấp n được gọi là khả nghịch trên  V nếu tồn tại ma trận A' cùng cấp n sao cho A A' = A' A = E. Khi đó A' được gọi là ma trận nghịch đảo của ma trận A, ký hiệu là A−1.

## Các tính chất
1. Điều kiện cần và đủ để ma trận A vuông cấp n khả nghịch là định thức của A là phần tử khả nghịch trong vành V.
2. Nếu A là ma trận trên một trường F thì A là khả nghịch khi và chỉ khi định thức của nó khác 0.
3. Ma trận đơn vị là ma trận khả nghịch.
4. Nếu A, B là các ma trận khả nghịch thì AB khả nghịch và {\displaystyle (AB)^{-1}=B^{-1}A^{-1}.}
5. Tập hợp tất cả các ma trận vuông khả nghịch cấp n tạo thành một nhóm với phép nhân ma trận

## Tìm ma trận nghịch đảo

### Định thức con và phần bù đại số
- Cho ma trận vuông A cấp n và phần tử aij. Định thức của ma trận cấp n-1 suy ra từ A bằng cách xóa đi dòng thứ i, cột thứ j được gọi là định thức con của A ứng với phần tử aij, ký hiệu là Mij.
- Định thức con Mij với dấu bằng (-1)i+j được gọi là phần bù đại số của phần tử aij, ký hiệu là Aij.

Ví dụ: Cho ma trận 
{\displaystyle A={\begin{bmatrix}1&1&1\\0&2&1\\0&0&3\end{bmatrix}}}.
Khi đó
{\displaystyle A_{11}=(-1)^{2}{\begin{vmatrix}2&1\\0&3\end{vmatrix}}=6}
Tương tự A12=0; A13=0; A21=-3;A22=3;A23=0;A31=-1;A32=-1;A33=2;

### Công thức tính ma trận nghịch đảo
Nếu định thức của ma trận A là khả nghịch thì ma trận nghịch đảo của A được tính bằng công thức:
{\displaystyle A^{-1}={\frac {1}{det(A)}}{\begin{bmatrix}A_{11}&A_{21}&\cdot &A_{n1}\\A_{12}&A_{22}&\cdot &A_{n2}\\\cdot &\cdot &\cdot &\cdot \\A_{1n}&A_{2n}&\cdot &A_{nn}\end{bmatrix}}}

### Các bước tìm ma trận nghịch đảo
- Bước 1: Tính định thức của ma trận A
Nếu det(A)=0 thì A không có ma trận nghịch đảo {\displaystyle A^{-1}}
Nếu det(A)≠0 thì A có ma trận nghịch đảo {\displaystyle A^{-1}}, chuyển sang bước 2
- Bước 2: Lập ma trận chuyển vị A' của A.
- Bước 3: Lập ma trận phụ hợp của A' được định nghĩa như sau
{\displaystyle A^{*}=(A'_{ij})_{nn}}
với {\displaystyle A'=(A'_{ij})} là phần bù đại số của phần tử ở hàng i, cột j trong ma trận A'.
- Bước 4: Tính ma trận {\displaystyle A^{-1}={\frac {1}{det(A)}}A^{*}}

#### Ví dụ
Cho {\displaystyle A={\begin{bmatrix}1&-2\\3&2\\\end{bmatrix}}}. Tính {\displaystyle A^{-1}},

### Tìm ma trận nghịch đảo bằng phép khử Gauss-Jordan
Phép khử Gauss-Jordan là một phương pháp tìm ma trận nghịch đảo.
- Bước 1: Tính định thức của ma trận A

{\displaystyle det(A)={\begin{vmatrix}1&-2\\3&2\end{vmatrix}}=1*2-(-2*3)=8}
{\displaystyle det(A)=8\neq 0}suy ra tồn tại ma trận nghịch đảo {\displaystyle A^{-1}}, chuyển sang bước 2.
- Bước 2: Tìm ma trận chuyển vị A' của A.

{\displaystyle A'={\begin{bmatrix}1&3\\-2&2\end{bmatrix}}}
- Bước 3: Tìm ma trận phụ hợp A* của A'.

{\displaystyle A^{*}={\begin{bmatrix}2&2\\-3&1\end{bmatrix}}}
- Bước 4: Tính ma trận nghịch đảo {\displaystyle A^{-1}}.

{\displaystyle A^{-1}={\frac {1}{8}}{\begin{bmatrix}2&2\\-3&1\end{bmatrix}}={\begin{bmatrix}0.25&0.25\\-0.375&0.125\end{bmatrix}}}